# Marián Šťastný
Marián Šťastný (* 8. ledna 1953 Bratislava) je bývalý československý hokejový útočník.

## Hráčská kariéra
S hokejem začínal ve Slovanu Bratislava, kde působil s bratry Peterem a Antonem. V Bratislavě hrál 8 sezon mezi roky 1971 a 1979 a jednu sezonu (1979/80) působil v týmu Dukla Jihlava, ale pouze 14 zápasů a poté se vrátil zpět do Bratislavy. Sezonu 1980/81 nuceně vynechal z důvodu trestu za emigraci svých bratrů do Kanady. Jako poslední z bratrů nastoupil do NHL, do týmu Quebec Nordiques kde odehrál 5 sezon (od roku 1981 do roku 1986) společně s bratry. Před svou poslední sezonu v NHL (1986/87) byl vyměněn do týmu Toronto Maple Leafs. Poslední sezonu v kariéře odehrál ve švýcarské lize v týmu HC Sierre.

## Zajímavosti
Je druhý nejstarší z bratrů Šťastných (nejstarší Vladimír Šťastný, Peter Šťastný a Anton Šťastný). Anton a Peter emigrovali do Kanady, ale Marián zůstal v Československu a emigroval později. Nejstarší Vladimír se také věnoval hokeji, v mládí hrál na pozici brankáře. S hokejem skončil aby se věnoval studiu, zemřel 24. září 2022. 
Marián má dcery Evu Šťastnou a Jance Šťastnou a syna Roberta Šťastného.
Je majitelem golfového klubu a hotelu v Saint-Nicolasu, na jižním břehu řeky svatého Vavřince poblíž města Québec.

## Ocenění a úspěchy
- 1979 ČSHL - Nejproduktivnější hráč
- 1979 ČSHL - Nejlepší nahrávač
- 2010 Uveden do Síně slávy českého hokeje.

## Prvenství
- Debut v NHL - 6. října 1981 (Quebec Nordiques proti Hartford Whalers)
- První asistence v NHL - 6. října 1981 (Quebec Nordiques proti Hartford Whalers)
- První gól v NHL - 8. října 1981 (Boston Bruins proti Quebec Nordiques, kanadskému brankáři Rogie Vachon)
- První hattrick v NHL - 21. října 1982 (Quebec Nordiques proti Pittsburgh Penguins)

## Klubová statistika
| Sezóna       | Klub                    | Soutěž       |     | Základní část | Základní část | Základní část | Základní část | Základní část |    | Play off | Play off | Play off | Play off | Play off |
| Sezóna       | Klub                    | Soutěž       | Z   | G             | A             | B             | TM            | Z             | G  | A        | B        | TM       |          |          |
| 1971/72      | Slovan CHZJD Bratislava | ČSHL         |     | 17            | 11            | 28            |               |               |    |          |          |          |          |          |
| 1973/74      | Slovan CHZJD Bratislava | ČSHL         |     | 14            | 7             | 21            |               |               |    |          |          |          |          |          |
| 1974/75      | Slovan CHZJD Bratislava | ČSHL         | 44  | 36            | 27            | 63            | 57            |               |    |          |          |          |          |          |
| 1975/76      | Slovan CHZJD Bratislava | ČSHL         | 31  | 17            | 11            | 28            | 53            |               |    |          |          |          |          |          |
| 1976/77      | Slovan CHZJD Bratislava | ČSHL         | 44  | 28            | 24            | 52            |               |               |    |          |          |          |          |          |
| 1977/78      | Slovan CHZJD Bratislava | ČSHL         | 44  | 33            | 23            | 56            | 58            | —             | —  | —        | —        | —        |          |          |
| 1978/79      | Slovan CHZJD Bratislava | ČSHL         | 40  | 39            | 35            | 74            | 22            | 14            | 12 | 8        | 20       |          |          |          |
| 1979/80      | ASD Dukla Jihlava       | ČSHL         | 14  | 8             | 6             | 14            | 0             | —             | —  | —        | —        | —        |          |          |
| 1979/80      | Slovan CHZJD Bratislava | ČSHL         | 21  | 20            | 15            | 35            | 16            | 19            | 10 | 11       | 21       | 6        |          |          |
| 1981/82      | Quebec Nordiques        | NHL          | 74  | 35            | 54            | 89            | 27            | 16            | 3  | 14       | 17       | 5        |          |          |
| 1982/83      | Quebec Nordiques        | NHL          | 60  | 36            | 43            | 79            | 32            | 2             | 0  | 0        | 0        | 0        |          |          |
| 1983/84      | Quebec Nordiques        | NHL          | 68  | 20            | 32            | 52            | 26            | 9             | 2  | 3        | 5        | 2        |          |          |
| 1984/85      | Quebec Nordiques        | NHL          | 50  | 7             | 14            | 21            | 4             | 2             | 0  | 0        | 0        | 0        |          |          |
| 1985/86      | Toronto Maple Leafs     | NHL          | 70  | 23            | 30            | 53            | 21            | 3             | 0  | 0        | 0        | 0        |          |          |
| 1986/87      | HC Sierre               | NLA          | 27  | 23            | 19            | 42            | 24            | —             | —  | —        | —        | —        |          |          |
| Celkem v NHL | Celkem v NHL            | Celkem v NHL | 322 | 121           | 173           | 294           | 110           | 32            | 5  | 17       | 32       | 7        |          |          |

## NHL All-Star Game
| Rok               | Místo              |                   | Z | G | A | B |
| ----------------- | ------------------ | ----------------- | - | - | - | - |
| 1983              | New York Islanders | 1                 | 0 | 0 | 0 |   |
| celkem v All-Star | celkem v All-Star  | celkem v All-Star | 1 | 0 | 0 | 0 |

## Reprezentace
| Rok         | Tým               | Soutěž      | Z  | G  | A  | B  | TM |
| ----------- | ----------------- | ----------- | -- | -- | -- | -- | -- |
| 1972        | Československo 19 | ME-19       | 5  | 5  | 4  | 9  | 6  |
| 1975        | Československo    | MS          | 5  | 3  | 1  | 4  | 0  |
| 1976        | Československo    | KP          | 7  | 1  | 4  | 5  | 2  |
| 1976        | Československo    | MS          | 8  | 2  | 4  | 6  | 2  |
| 1977        | Československo    | MS          | 10 | 7  | 4  | 11 | 2  |
| 1978        | Československo    | MS          | 9  | 4  | 5  | 9  | 4  |
| 1979        | Československo    | MS          | 8  | 0  | 5  | 5  | 2  |
| 1980        | Československo    | OH          | 9  | 4  | 5  | 9  | 4  |
| Celkem v MS | Celkem v MS       | Celkem v MS | 40 | 16 | 19 | 35 | 10 |